# Umweltwissenschaften
Umweltwissenschaften ist eine interdisziplinäre Studien- und Forschungsrichtung, die sich speziell mit der Umwelt im Sinne der Ökologie und den Auswirkungen menschlicher Tätigkeiten auf diese Umwelt befasst. Aufgrund der traditionellen Fächer wie Biologie, Chemie und Physik, die bei der Entstehung maßgeblich mitgewirkt haben, sind Umweltwissenschaften ein Teil der Naturwissenschaften. Seit Ende des 20. Jahrhunderts haben sich verschiedene eigenständige Studiengänge zum Umweltwissenschaftler entwickelt. Als Umweltwissenschaftler werden jedoch auch Wissenschaftler bezeichnet, die nicht entsprechende Studiengänge absolviert haben, aber zum Beispiel im Bereich Ökologie tätig sind. Zu den bekanntesten Vertretern in Deutschland gehört Ernst Ulrich von Weizsäcker.

## Teilgebiete
Je nach Schwerpunkt gibt es eine Vielzahl natur- und gesellschaftswissenschaftlicher Disziplinen, die an den Umweltwissenschaften beteiligt sind. Die folgende Aufzählung ist daher nicht vollständig, sondern nennt nur die wichtigsten Fachgebiete:
- Bodenkunde
- Botanik
- Genetik
- Geographie
- Geologie
- Geoinformatik
- Hydrologie
- Hydrogeologie
- Klimatologie
- Meereskunde
- Meteorologie
- Umweltchemie
- Umweltmedizin
- Umweltökonomik
- Umweltphysik
- Umweltpsychologie
- Umweltrecht
- Umweltsoziologie
- Zoologie

Neben diesen Fachgebieten, die sowohl aktiv als auch passiv mitwirken, gibt es eine Reihe von Hilfswissenschaften, die wie bei allen Fachrichtungen unterstützend wirken, von der Umweltwissenschaft selbst aber nicht forschend erfasst werden. Hierzu gehören Statistik (Mathematik), Sozialwissenschaften, Psychologie und Informatik. Besonders das Fach Informatik hat einen hohen Stellenwert, da ohne seine Hilfe die Erfassung komplexer Systeme nicht möglich wäre.
Die zentrale Fachbibliothek für die Teilgebiete der Umweltwissenschaft ist in Deutschland die ZB MED an ihrem Standort in Bonn.

## Forschungs- und Anwendungsgebiete
Aufgrund der fächerübergreifenden und fächerineinandergreifenden Arbeit der Umweltwissenschaften gibt es zahlreiche Spezialisten in Forschung, Lehre und Praxis, die meist in folgenden Gebieten tätig sind.
- Abfallwirtschaft
- Altlasten
- Arten- und Biotopschutz
- Bodenkunde
- Immissionsschutz
- Kreislaufwirtschaft
- Landwirtschaft
- Landschaftsplanung
- Naturschutz
- Politik
- Wasserwirtschaft

Die Umweltwissenschaft will schwerpunktmäßig die vom Menschen beeinflussten natürlichen Systeme untersuchen, aber auch die Gesetzmäßigkeiten einer von Menschen weitgehend unbeeinflussten Umwelt beschreiben. So befasst sie sich z. B. aus Sicht von Geologen mit der anthropogenen Belastung des Grundwassers, Biologen mit der Auswirkung von Schadstoffen auf Lebewesen, Physikern und Medizinern mit den Wirkungen der Radioaktivität auf Lebewesen, Chemiker mit dem Verhalten von Schadstoffen. Ingenieurwissenschaften bearbeiten umweltwissenschaftliche Themen in Form der Umwelttechnik. Kulturwissenschaften arbeiten mit den Umweltwissenschaften zusammen, indem sie sich mit der gesellschaftlichen Wahrnehmung von Umweltproblemen (Umweltsoziologie) oder mit der Geschichte des Umweltschutzes und des Umweltbewusstseins (Umweltgeschichte) beschäftigen. Auch Geisteswissenschaften setzen sich mit der Umwelt auseinander, z. B. durch die Formulierung einer eigenen Umweltethik. In den Rechts- und Wirtschaftswissenschaften gewinnen die Bereiche des Umweltrechts und der Umweltmanagementsysteme an Bedeutung. Im Schnittpunkt von Natur-, Sozial- und Geisteswissenschaften beschäftigt sich die Geographie mit der Mensch-Umwelt-Beziehung. Fachwissenschaftler der Einzeldisziplinen und interdisziplinär ausgebildete Umweltwissenschaftler (siehe Studiengänge) beschäftigen sich dann aus den genannten Blickwinkeln mit folgenden Fragestellungen:
- aktuelle Umweltveränderungen, z. B. Klimaerwärmung
- soziale Auswirkungen der Umweltveränderungen
- Umweltbelastung und Umweltschäden
- Umweltfolgenabschätzung
- Rekonstruktion vergangener Umwelten

Im Laufe der Zeit haben sich neue Teilgebiete wie zum Beispiel die Populationsökologie und die Autökologie entwickelt.

## Studiengänge
Umweltwissenschaft wird in Studiengängen von Fachhochschulen und Universitäten angeboten. Je nach Schwerpunkt gehören dazu die Fächer Umweltchemie, Umweltphysik, Biologie (Ökologie, Botanik und Zoologie), Umweltinformatik, Umweltmanagement, Kommunikation, Umweltrecht, Strafrecht, Verwaltungsrecht, Europarecht und Baurecht. Schwerpunkt und Zugehörigkeit des Studiengangs zu einem Fachbereich bzw. einer Fakultät variiert je nach Hochschule. Weitere naturwissenschaftliche Studiengänge im umweltwissenschaftlichen Bereich sind Geoökologie und Landschaftsökologie. In den Studiengängen Umweltwissenschaften kaum vertreten, aber ebenfalls zu den Umweltwissenschaften gehörend sind die angewandten Umweltingenieurwissenschaften, das Umweltingenieurwesen und damit der Bereich der Umweltsystemforschung. Letzterer Bereich beruht auf einer Verknüpfung von technischen Ingenieurwissenschaften, der Sozialwissenschaft und angewandten Sozialforschung (Empirik) der 1970er Jahre und der seit den 1980er Jahren in ihrer Bedeutung zunehmenden Informatik. Die Umweltsystemforschung umfasst Erkenntnisse und Strömungen der Umweltbewegung, die in viele akademische und praxisorientierte Teildisziplinen eingeflossen sind. Hervorgetan haben sich dabei insbesondere die Gesamthochschule Kassel/Universität Kassel und die Universität Bielefeld. Protagonisten dieser Zeit sind in der Dualismusforschung der Soziologe und Systemforscher Niklas Luhmann und in der Ökonomie der Planer Lucius Burckhardt.

### Deutschland
In Deutschland wurden die Studiengänge seit Beginn der 1990er-Jahre mit dem Abschluss als Diplom angeboten und sind inzwischen im Sinne der europaweiten Anerkennung auf die Abschlüsse Bachelor und Master umgestellt worden. Das Studienfach wird u. a. an folgenden Universitäten und Hochschulen für Angewandte Wissenschaften angeboten (Auswahl):
- Universität Bielefeld[3]
- Universität Bremen[4]
- Justus-Liebig-Universität Gießen[5]
- Universität Greifswald[6]
- Universität Koblenz-Landau[7]
- Leuphana Universität Lüneburg[8]
- Carl von Ossietzky Universität Oldenburg[9]
- Universität Trier[10]
- Eberhard Karls Universität Tübingen[11]
- Albert-Ludwigs-Universität Freiburg
- Johann Wolfgang Goethe-Universität Frankfurt am Main[12]
- Technische Hochschule Ostwestfalen-Lippe[13]

Seit dem Jahr 2000 gibt es im Bereich der Fern- und Weiterbildung den Studiengang Interdisziplinäres Fernstudium Umweltwissenschaften (infernum) als Kooperation der FernUniversität in Hagen und des Fraunhofer-Institut für Umwelt-, Sicherheits- und Energietechnik UMSICHT in Oberhausen. Dieser Studiengang wurde zunächst als Aufbaustudium konzipiert, steht aber inzwischen allen Studierenden offen.

### Österreich
In Österreich werden seit Anfang der 1990er-Jahre an der Universität Graz Studiengänge als individuelle Diplomstudien angeboten. Seit dem Studienjahr 2003/2004 wird der Studiengang Umweltsystemwissenschaften als Bachelor- und Masterstudium geführt.

### Schweiz
In der Schweiz wurde an der ETH Zürich der Studiengang Umweltnaturwissenschaften 1987 eingeführt. Anlass dafür waren auch die Umweltkatastrophen von Tschernobyl im April 1986 und Schweizerhalle im November 1986.